# Santos González
Santos González Capilla (Crevillente, España, 17 de diciembre de 1973) es un exciclista español. Pertenecía a la banda de La Covatilla, un grupo de ciclistas profesionales españoles que compartían amistad y entrenamientos.

## Biografía

### Debut profesional
Hizo su debut como profesional en 1994 con el equipo Kelme.

### Experiencias olímpicas
Participó en los Juegos Olímpicos de Barcelona 1992 formado la cuarteta de persecución olímpica junto a Gabriel Aynat, Adolfo Alperi y Jonathan Garrido. En los Juegos Olímpicos de Atlanta 1996 obteniendo diploma olímpico por la 5.ª posición lograda en persecución por equipos (junto a Juan Martínez Oliver, Joan Llaneras y Adolfo Alperi) y en los Juegos Olímpicos de Sídney, donde logró de nuevo diploma olímpico al terminar 8.º en la prueba de ruta contrarreloj individual.

### Época dorada
Otros resultados importantes como profesional son el 4.º en la general de la Vuelta a España de 2000, el 7.º puesto en el Campeonato del Mundo contrarreloj de 2001 y el 11.º puesto en la Vuelta a España de 2003.

### Sospechas de dopaje y positivo
En 2005 fue expulsado del equipo Phonak por unos valores anómalos en un control interno.
El ciclista fichó para 2006 por el 3 Molinos Resort. Sin embargo, tras ser declarado en un primer momento como ganador de la Vuelta a Murcia, la RFEC anunció que había dado positivo por corticoides en un control antidopaje, por lo que la UCI le desposeyó de dicha victoria, aunque la RFEC no decretó ninguna sanción en forma de suspensión.

### Epílogo con Álvaro Pino
En 2007 corrió en el modesto Karpin Galicia dirigido por Álvaro Pino, retirándose del ciclismo al término de la temporada.

### Tras la retirada
Tras retirarse, estudia Derecho en la Universidad CEU Cardenal Herrera de Elche (una universidad privada católica) y trabaja en la Fundación Puerto de Alicante como director del área de Deportes. También colabora con el PP, como Miguel Ángel Martín Perdiguero (su amigo de la Banda de La Covatilla, actualmente concejal de dicho partido).

## Palmarés
1999
- Campeonato de España Contrarreloj

2000
- 1 etapa de la Vuelta a Castilla y León
- 1 etapa de la Vuelta a España

2001
- Campeonato de España Contrarreloj

2005
- 2.º en el Campeonato de España Contrarreloj

## Resultados en Grandes Vueltas y Campeonatos del Mundo
| Carrera              | Carrera              | 1994 | 1995 | 1996 | 1997 | 1998 | 1999 | 2000 | 2001 | 2002 | 2003 | 2004 | 2005 | 2006 | 2007  |
| -------------------- | -------------------- | ---- | ---- | ---- | ---- | ---- | ---- | ---- | ---- | ---- | ---- | ---- | ---- | ---- | ----- |
|                      | Giro de Italia       | —    | —    | —    | —    | —    | 85.º | —    | —    | —    | —    | —    | —    | —    | —     |
|                      | Tour de Francia      | —    | —    | —    | —    | Ab.  | 61.º | —    | Ab.  | —    | —    | 31.º | —    | —    | —     |
|                      | Vuelta a España      | —    | —    | 51.º | Ab.  | —    | —    | 4.º  | 66.º | 59.º | 11.º | Ab.  | Ab.  | —    | 105.º |
| Mundial Contrarreloj | Mundial Contrarreloj | —    | —    | —    | —    | —    | —    | —    | 7.º  | —    | —    | —    | —    | —    | —     |

—: no participa

Ab.: abandono

## Equipos
- KELME (1994-1998)
- ONCE (1999-2001)
- Acqua & Sapone (2002)
- Domina Vacanze (2003)
- Phonak (2004-2005)
- 3 Molinos Resort (2006)
- Karpin Galicia (2007)

## Premios, reconocimientos y distinciones
- Mejor Deportista Masculino de 1990 y Mejor Deportista Profesional de 1999 en los Premios Deportivos Provinciales de la Diputación de Alicante[6]